# Motorik
Motorik er kroppens evne til at styre muskelbevægelser, enten hos mennesker eller hos dyr.